# Giovanni Biagio Amico

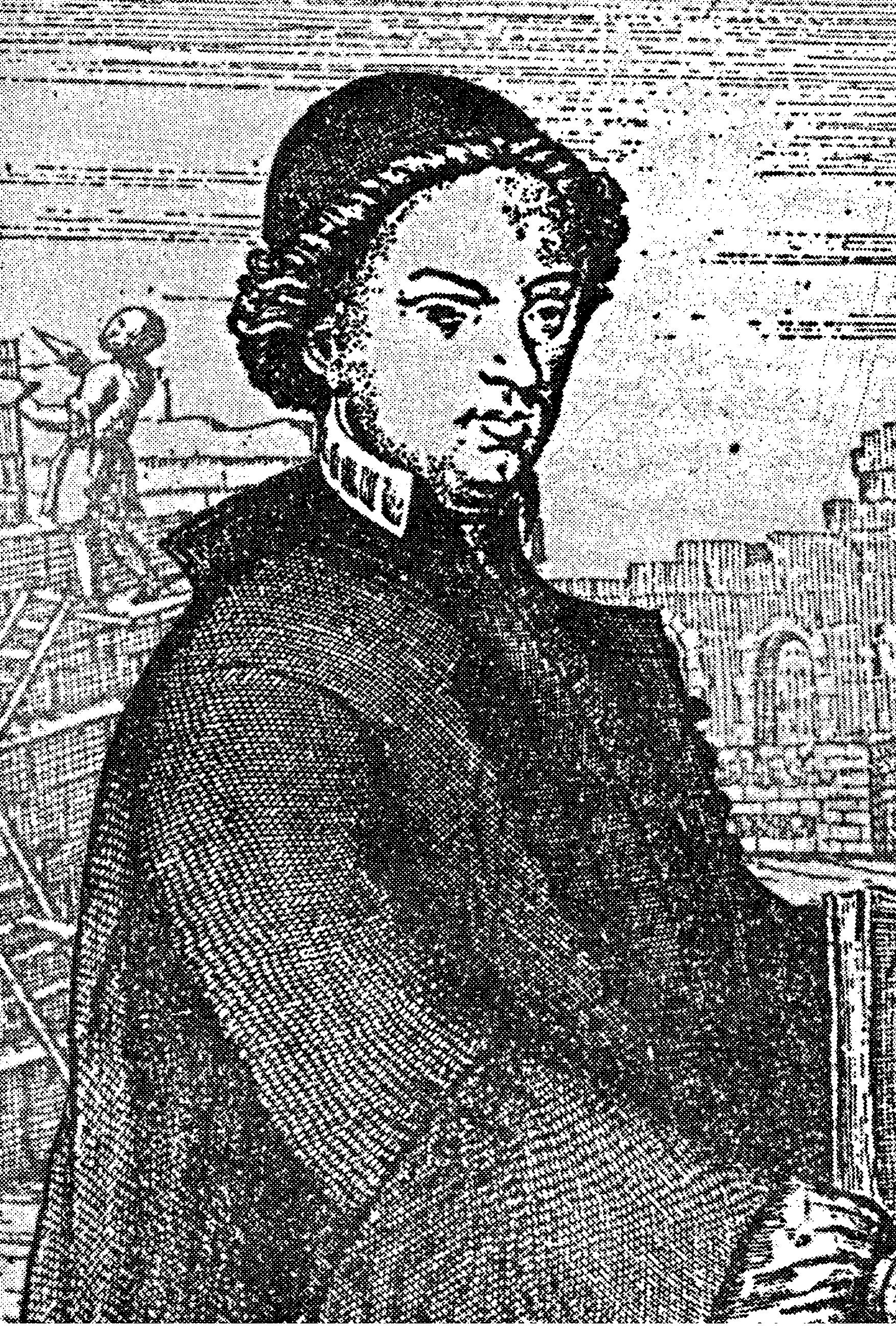
Giovanni Biagio Amico

Giovanni Biagio Amico (* 3. Februar 1684 in Trapani; † 3. September 1754 ebenda) war Architekt und Begründer der spätbarocken Phase  in Westsizilien und Palermo.

## Leben

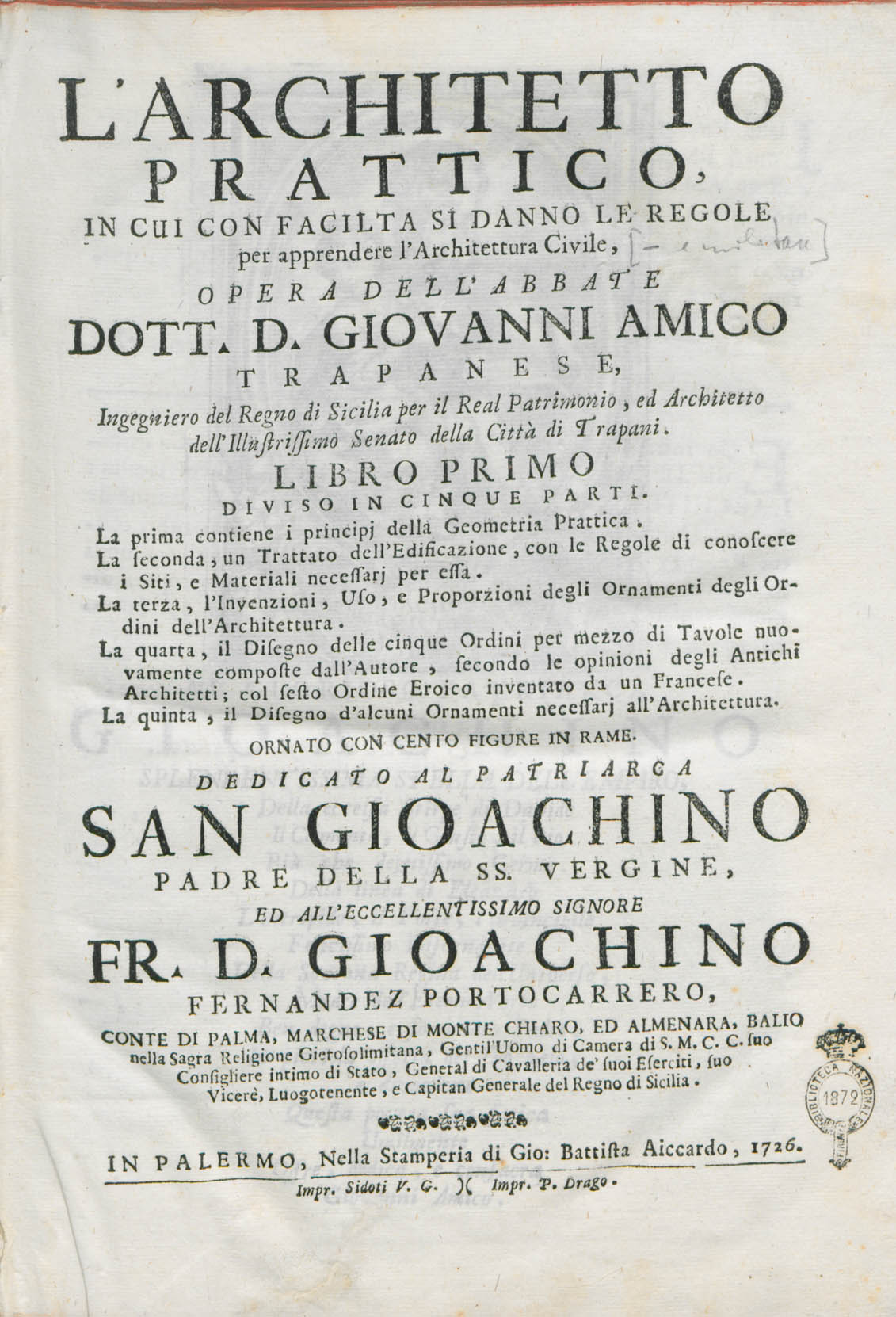
L'Architetto prattico, 1726

Amico wurde als Kind einer mittellosen Familie für den Kirchendienst vorgesehen. Noch als Jugendlicher wurde er in Trapani der Chiesa delle Anime del Purgatorio übergeben, wo er neben seiner Ausbildung zum Theologen sich, soweit bislang bekannt ist, aus Büchern und auf der Baustelle Kenntnisse über Mathematik, Formenlehre und Architektur aneignete. Darüber hinaus hatte er sich mit den Bauten von Guarino Guarini und Angelo Italia auseinandergesetzt, indem er sich deren szenische Präsentation von Fassaden und Innenräumen verinnerlichte.
Nach seiner Weihe zum Priester wurde er Pfarrer an der Kathedrale San Lorenzo in Trapani. Kurze Zeit später, 1726, veröffentlichte er sein Handbuch für Architekten  l’Architetto pratico, das nicht nur bei Architekten großen Anklang fand. 
Inzwischen zum Generalvikar der Diözese von Trapani aufgestiegen, wurde er vom Vizekönig von Sizilien in den Rang eines königlichen Ingenieurs erhoben.
Auch fortan erschienen von seiner Hand zahlreiche Taktrate zur Architektur und Formenlehre, so folgte 1750 der zweite Band von  l'Architetto pratico, und als Theologe veröffentlichte er 1742 sein dreibändiges Werk Catechismo storico del Concilio die Trento.

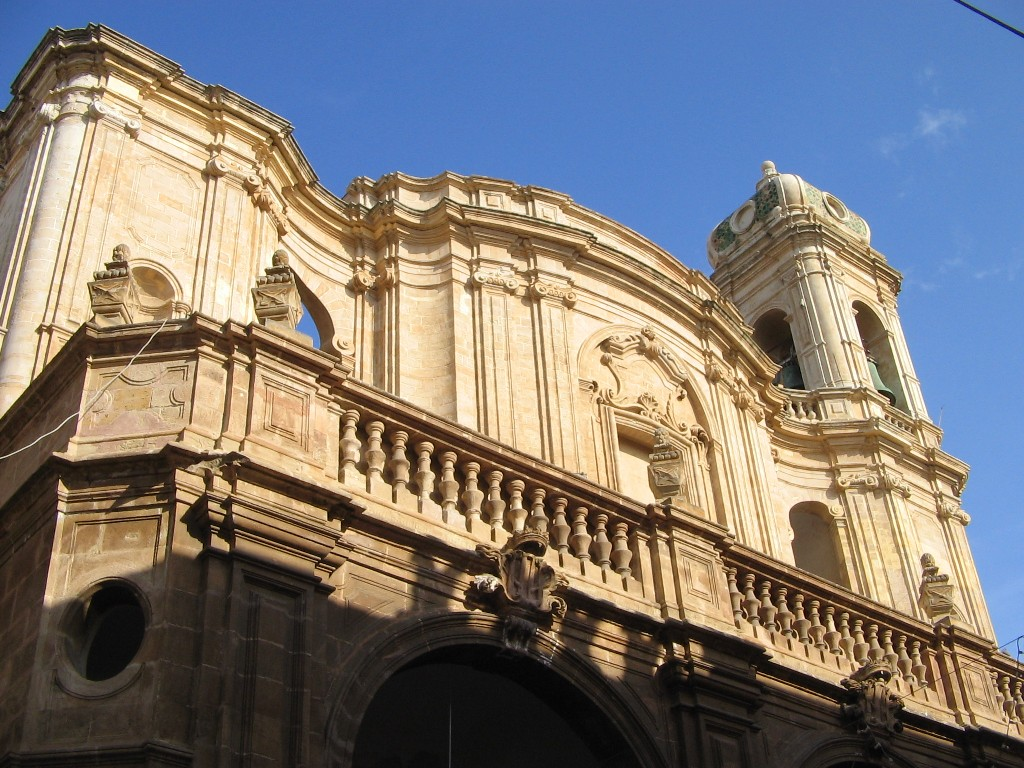
Giovanni Biagio Amico: Fassade der Kathedrale von Trapani

## Werk
Sein erstes Werk als Architekt war die Fassade der Chiesa del Purgatorio in Trapani (1712–14), der er nach dem Vorbild Francesco Borrominis eine geschwungene Form verlieh, mit der er in Westsizilien die spätbarocke Phase in der Architektur einleitete. Nach dem großen Erdbeben, das am 1. September 1721 große Teile Palermos zerstörte, ging auch Amico in die Hauptstadt, wo ein hoher Bedarf an Baumeistern bestand und er damit den spätbarocken Baustil auch dort verbreitete. 
Neben seiner Tätigkeit als praktisch tätiger Architekt wurde er auch als Gutachter und Juror für die Entwürfe anderer Architekten tätig.
Als seine Schüler gelten  Andrea Gigante,  Giuseppe Venanzio Marvuglia  und Nicolò Palma.

## Kirchengebäude
- Chiesa del Purgatorio in Trapani: Fassade (1712–14)
- Chiesetta di S. Caterina in Calatafimi: Innenraum (1721)
- Chiesa Santa Oliva in Alcamo: Innenraum  (um 1720)
- Chiesa Sant’Anna la Misericordia: Fassade (1726)
- Kathedrale von Palermo: Wiederaufbau des Campanile (1728)
- Chiesa della Luce in Trapani
- Catedrale San Lorenzo in Trapani: Fassade (um 1740)
- Chiesa dell’Annunziata in Trapani
- Chiesa del Crocifisso in Calatafimi (zugeschrieben)
- Chiesa Santa Maria della Grotta in Marsala
- Chiesa di San Pietro in Erice.